# Campylorhynchus turdinus
Campylorhynchus turdinus е вид птица от семейство Troglodytidae.

## Разпространение
Видът е разпространен в Аржентина, Боливия, Бразилия, Колумбия, Еквадор, Парагвай и Перу.